# 家庭 (教科)
家庭（かてい）とは、家庭生活に必要な見解・知識・技能を習得することを目的とする科目・教科である。学校教育における家庭科。

## 概説
家庭科あるいは「家庭」とは、家庭での生活等に必要な見解・知識・技能を習得することを目的とする科目である。現在、教科で「家庭」と呼ばれているものには、次のものがある。
- 普通教科としての家庭
- 後期中等教育（高等学校・中等教育学校の後期課程・特別支援学校の高等部）における専門教育に関する各教科（専門教科）の一つとしての家庭

## 普通教科としての「家庭」
普通教科としての家庭は、小学校・中学校・高等学校（中等教育学校・特別支援学校・義務教育学校の各課程含む。ただし、特別支援学校のうち、知的障害者を教育する特別支援学校の小学部においては学年に関係なく、「生活」を学習しており、理科・社会と同様に、家庭は設けられていない。）に設置されている。
小学校では第5・6学年で家庭を履修する。中学校では技術・家庭の家庭分野として履修する。高等学校においては、普通教科として家庭が設置されている。

### 小学校「家庭」
小学校では第5学年・第6学年において、家庭が必修となっている。2008年（平成20年）3月28日に改訂された新学習指導要領では、第5学年で60単位時間、第6学年で55単位時間（週あたり2単位時間）が配当されている。
A 家庭生活と家族
1. 自分の成長と家族
2. 家庭生活と仕事
3. 家族や近隣の人々とのかかわり

B 日常の食事と調理の基礎
1. 食事の役割
2. 栄養を考えた食事
3. 調理の基礎

C 快適な衣服と住まい
1. 衣服の着用と手入れ
2. 快適な住まい方
3. 生活に役立つ物の製作

D 身近な消費生活と環境
1. 物や金銭の使い方と買物
2. 環境に配慮した生活の工夫

### 中学校「技術・家庭」
中学校では技術・家庭の家庭分野として、家庭を学習する。2008年改訂の新学習指導要領では、技術・家庭として割り当てられた単位時間（第1・2学年70単位時間、第3学年35単位時間）を技術分野と折半して学習する形になる。家庭分野については、以下の内容が必修となっている。
A 家族・家庭と子どもの成長
1. 自分の成長と家族
2. 家庭と家族関係
3. 幼児の生活と家族

B 食生活と自立
1. 中学生の食生活と栄養
2. 日常食の献立と食品の選び方
3. 日常食の調理と地域の食文化

C 衣生活・住生活と自立
1. 衣服の選択と手入れ
2. 住居の機能と住まい方
3. 衣生活、住生活などの生活の工夫

D 身近な消費生活と環境
1. 家庭生活と消費
2. 家庭生活と環境

### 高等学校普通教科「家庭」
2009年（平成21年）3月9日に改訂された新高等学校学習指導要領では、家庭基礎（標準単位数2単位）、家庭総合（標準単位数4単位）、生活デザイン（標準単位数4単位）の3科目の内から1科目を選択して履修することになっている。
2022年（令和4年）4月に改訂された新高等学校学習指導要領では、家庭基礎（標準単位数2単位）、家庭総合（標準単位数4単位）のどちらかを必履修することとなっている。
「家庭に関する学科」では、専門教科「家庭」（#高等学校専門教科「家庭」を参照）を履修することによって、普通教科「家庭」の履修に代替される。しかし、特例を利用せずに多くの学校では「家庭基礎」・「家庭総合」を履修させているところが多い。

## 高等学校専門教科「家庭」
後期中等教育（高等学校、中等教育学校の後期課程、特別支援学校の高等部）においては、普通教科としての教科「家庭」とは別に、専門教育に関する各教科（専門教科）としての教科「家庭」が設置されている。専門教科としての教科「家庭」は、「家庭に関する学科」（家庭学科）や総合学科などで主に開講・学習される。
2009年改訂の新高等学校学習指導要領では、教科「家庭」に属する科目の数は20にのぼり、そのいくつかと普通教科を組み合わせて教育課程を編成することで、主に専門学科や総合学科においては、学科の特色が活きるように配慮されている。

### 教科の目的
- 各学科に共通する教科「家庭」の目標

人間の生涯にわたる発達と生活の営みを総合的にとらえ、家族・家庭の意義、家族・家庭と社会とのかかわりについて理解させるとともに，生活に必要な知識と技術を習得させ、男女が協力して主体的に家庭や地域の生活を創造する能力と実践的な態度を育てる。（高等学校学習指導要領から）
- 主として専門学科において開設される教科「家庭」の目標

家庭の生活にかかわる産業に関する基礎的・基本的な知識と技術を習得させ、生活産業の社会的な意義や役割を理解させるとともに，生活産業を取り巻く諸課題を主体的、合理的に、かつ論理観をもって解決し、生活の質の向上と社会の発展を図る創造的な能力と実践的な態度を育てる。（高等学校学習指導要領から）

### 科目
- 「家庭に関する学科」における「原則履修科目」（2科目）
  - 「生活産業基礎」「課題研究」
- 「家庭に関する学科」における「共通的な基礎科目」（1科目）
  - 「生活産業情報」
- 「家庭に関する学科」における「選択的な基礎科目」 (1科目)
  - 「消費生活」
- 各分野に関する科目（16科目）
  - 子どもの発達と保育
  - 子ども文化
  - 生活と福祉
  - リビングデザイン
  - 服飾文化
  - ファッション造形基礎
  - ファッション造形
  - ファッションデザイン
  - 服飾手芸
  - フードデザイン
  - 食文化
  - 調理
  - 栄養
  - 食品
  - 食品衛生
  - 公衆衛生

### 家庭に関する学科
家庭に関する学科（かていにかんするがっか）は、高等学校設置基準（平成16年文部科学省令第20号）に規定されている専門教育を主とする学科の1つ。専門教科「家庭」を中心に履修するものを指し、高等学校学習指導要領（平成11年文部省告示第58号）により「生活産業基礎」及び「課題研究」が原則履修科目として指定されている。

#### 学科例
「家庭に関する学科」の例としては次のようなものがある。
- 家政科[2]
- 被服科[2][3]
- 食物科[2][3]
- 保育科[2][3]

近年は、
- 生活科学科
- 生活文化科
- 生活デザイン科
- ファッションデザイン科
- 調理科
- 生活福祉科

の学科名に改称された学校が増加している。

#### 履修科目例
「家庭に関する学科」において履修する科目の例としては次のようなものがある。
- 家政系（家政科など）
  - 「フードデザイン」「ファッションデザイン」「子どもの発達と保育」「リビングデザイン」
- 被服系（被服科など）
  - 「ファッション造形基礎」「ファッション造形」「服飾手芸」「服飾文化」
    - （注）「被服製作」といった「被服～」といった科目は全て廃止され「ファッション～」系科目へ変更されたため、今は、存在しない。
- 保育系（保育科など）
  - 「子ども文化」「子どもの発達と保育」
- 調理師養成を目的とする学科（食物科など）
  - 「食文化」「調理」「栄養」「食品」「食品衛生」「公衆衛生」の6科目全てを、必ず生徒に学ばせる必要がある

#### 設置状況
「家庭に関する学科」は、普通教科との関係などから、普通高等学校に設置されることや農業 (教科)との関係から農業高等学校に設置されることが多い。なお、かつては家庭科の単科で家政高等学校や家庭高等学校と称した高等学校も存在した。